# Carlos María Esquivel y Rivas

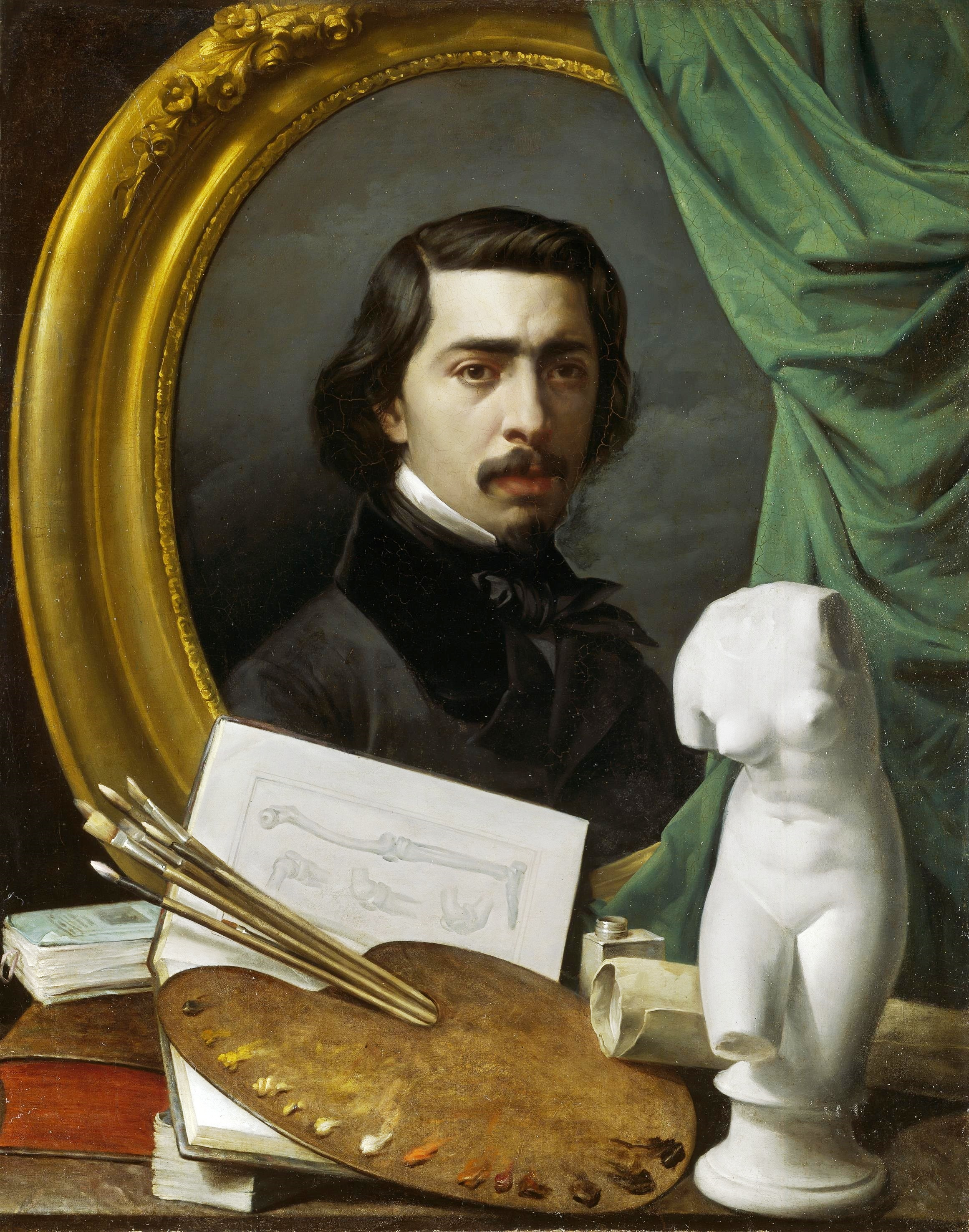
Autorretrato (1856)

Carlos María Esquivel y Rivas (Sevilla, 25 de marzo de 1830 - Oviedo, Asturias, 14 de julio de 1867) fue un pintor español, hijo del más conocido Antonio María Esquivel y hermano mayor del también pintor Vicente Esquivel.

## Biografía
Tuvo a su padre por maestro e ingresó en la Academia de Bellas Artes de San Fernando (Madrid); fue pensionado por la Comisaría de la Cruzada para estudiar en París, donde fue discípulo del pintor de historia y retratista Léon Cogniet. En efecto se especializó en el cuadro de tema histórico (Prisión de Guatimocín, segunda medalla en la Exposición nacional de 1856; Vuelta del asistente de un oficial muerto en la guerra de África, tercera medalla en la Exposición nacional de 1869, ambas en el Museo del Prado). José de Madrazo le encargó para este Museo algunos de los retratos de la Serie cronológica de los reyes de España, en concreto los de los reyes godos Alarico II, Égica, Favila. Pero actualmente es más valorado como retratista: Ana Hiráldez Bruna, esposa del autor, y Autorretrato. El 20 de noviembre de 1857 fue nombrado profesor supernumerario de anatomía pictórica de la Academia de San Fernando, cargo en que sustituía a su padre. En 1858 y 1859 estuvo en Roma con su amigo el pintor Eduardo Rosales. Murió tempranamente, discutiéndose aún si lo hizo en Oviedo el 14 de julio de 1867 o en Madrid el 20 de julio.

## Algunas obras

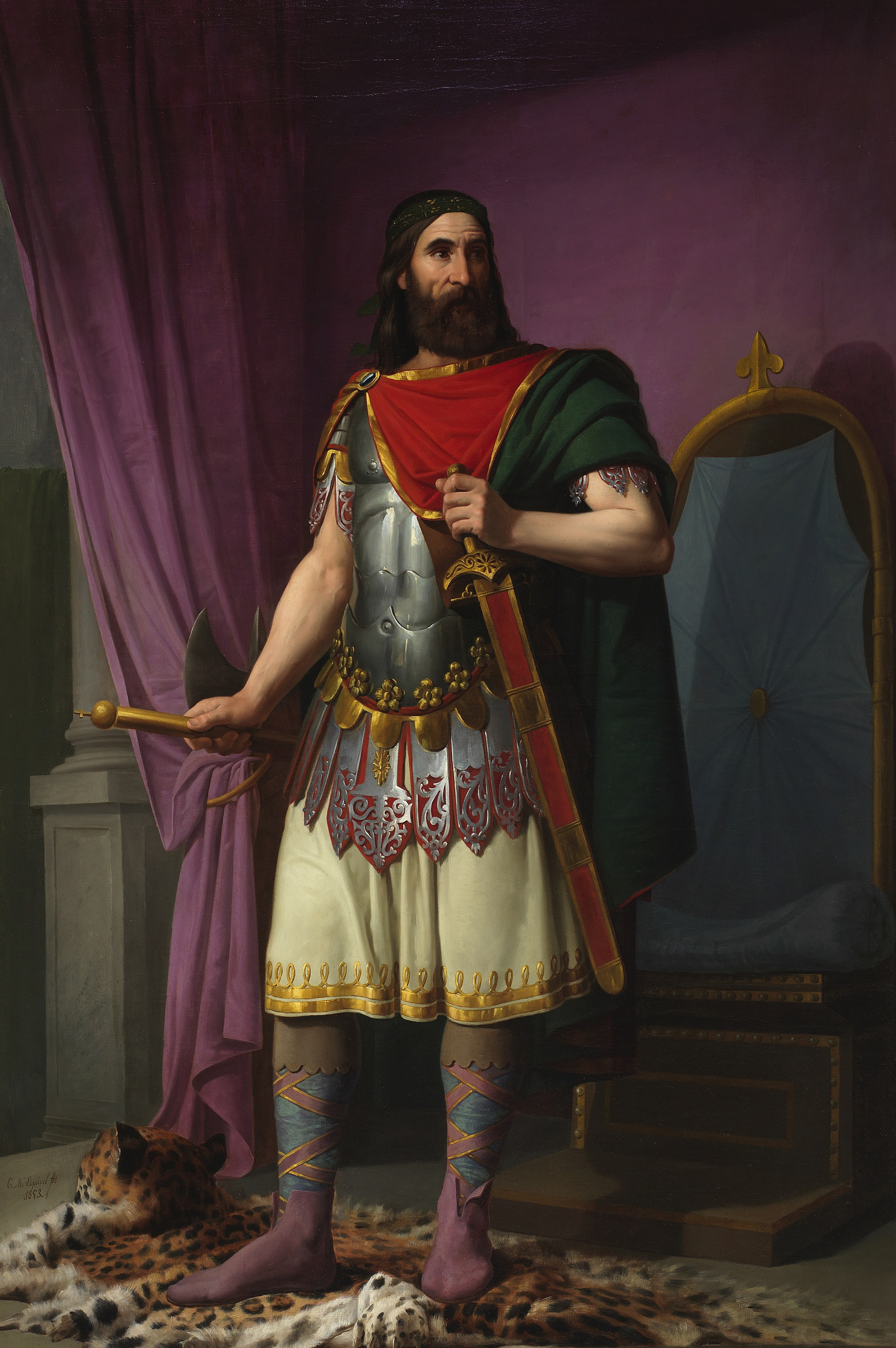
Egica, rey godo (1853)

- Jesús volviendo la vista a un ciego, 1849.
- Tobías bendiciendo a su hijo, 1850.
- Ana Hiráldez Bruna, esposa del pintor, óleo sobre lienzo, 49 x 37 cm, 1861
- Autorretrato, óleo sobre lienzo, 92 x 73,5 cm, hacia 1856
- El asistente de un oficial, muerto en la gloriosa guerra de África, se presenta por primera vez, después del infausto acontecimiento, ante la madre y hermana de aquel para entregarles el equipaje de su jefe, óleo sobre lienzo, 230 x 250 cm, 1860
- Favila, óleo sobre lienzo, 224 x 140 cm, hacia 1853
- Prisión de Guatimocín, último emperador de los mejicanos, por las tropas de Hernán Cortés, y su presentación a este en la plaza de Méjico, óleo sobre lienzo, 142,5 x 210 cm, 1854
- Egica, óleo sobre lienzo, 224 x 141 cm, 1853
- Alarico II, óleo sobre lienzo, 225 x 140 cm, 1856
- Los últimos momentos de Felipe II en el Real Monasterio de San Lorenzo, 1858.
- Retrato de caballero, óleo sobre lienzo, 71,50 × 57 cm (1848), Museo Lázaro Galdiano
- Retrato de Gerónimo Morán, óleo sobre lienzo, 72 × 56 cm (1859), col. priv.
- Retrato de Isabel II vestida a la antigua, óleo sobre tela, 54 × 67 cm (1856), col. priv.
- Retrato de Don Mariano Roca de Togores, óleo sobre lienzo (1841), col. priv.
- Retrato de Espartero, regente de 1841 a 1843, óleo sobre lienzo, col. priv.
- La visita de san Francisco de Borja al Emperador Carlos V, 1862, catedral de Segovia.
- Retrato de una señorita en traje de charra, 1864.